# Klobasa (priimek)
Klobasa je priimek v Sloveniji, ki ga je po podatkih Statističnega urada Republike Slovenije na dan 1. januarja 2010 uporabljalo 389 oseb.  

## Znani nosilci priimka
- Andrej Klobasa, podpredsednik evropskega združenja cestnih prevoznikov
- David Klobasa (*1988), politik, župan
- Franc Klobasa (*1938), agronom